# Mako Mermaids
Mako Mermaids: An H2O Adventure (Netflix), Las sirenas de Mako (en España), Mako: Island Of Secrets (en Australia) o mundialmente conocida como Mako Mermaids es una serie de aventuras para niños y adolescentes. Surgió como una serie derivada de H2O: Just Add Water, y fue estrenada originalmente el 26 de julio del 2013 por Netflix, y en Australia por la cadena Network Ten. Su estreno en España fue el 28 de octubre del 2013 en Disney Channel. La segunda temporada se empezó a filmar en febrero del 2014, y su estreno fue el 13 de febrero del 2015 para los 13 primeros episodios en todos los territorios en los que Netflix se encuentra disponible, y el 29 de mayo para los 13 episodios restantes. La serie tuvo tres temporadas, las dos primeras con 26 episodios y la última con 16.
En algunos países, Netflix considera los últimos 13 episodios de la segunda temporada como otra temporada aparte, y por eso la tercera temporada puede aparecer en Netflix como cuarta. Pero oficialmente se considera que la serie solo tiene 3 temporadas, lo que puede causar confusiones.
En 2024 RTVE compró la serie junto a su antecesora H2O, para emitirla en su canal infantil Clan TVE durante 2024/2025.

## Historia

### Primera temporada
Las sirenas de Mako (Mako Mermaids) cuenta las aventuras de las sirenas Lyla, Sirena y Nixie, que forman parte de un grupo de sirenas que viven en las aguas de la ficticia Isla de Mako. Como jóvenes miembros del grupo, su tarea es proteger el estanque de la Luna y preservarlo de los intrusos. Pero una noche de luna llena, las traviesas sirenas descuidan sus deberes y Zac, un chico humano de 16 años natural de la Costa Dorada que se encuentra cerca de la isla, entra en el estanque de la Luna y establece una conexión especial con Mako, sus piernas se convierten en una cola de pez cuando toca el agua y comienza a tener poderes, convirtiéndose en un tritón.
El grupo de sirenas se ve forzado a dejar Mako y como resultado, Lyla, Sirena y Nixie se ven marginadas del grupo, por lo que el trío de sirenas sabe que solo pueden ser aceptadas de nuevo en el grupo si Zac vuelve a ser humano; deberán aventurarse en la tierra, tener piernas y quitar los poderes de Zac o serán excluidas para siempre. También las adopta Rita para que se queden en su casa.

### Segunda temporada
Lyla, Nixie y Sirena consiguen volver al grupo, pero Lyla y Nixie dejan la serie intentando tener una vida nueva. Zac y Evie aún están juntos, viviendo grandes aventuras. Sirena no puede cuidar del estanque de la luna sola, y el grupo llama a dos sirenas nuevas para sustituir a Lyla y Nixie: Ondina y Mimmi. Las tres cuidan del estanque de la luna y se hacen grandes amigas. Entonces Ondina y Mimmi huyen de la isla de Mako con Sirena con el intento de reconvertir a Zac en humano. Pero la conexión entre Zac y Mako es cada vez más fuerte. Si no tuvieren éxito, nunca romperán su conexión ni salvarán Mako. Durante la luna llena, tratan de eliminar sus poderes, y Evie decide intervenir y de pronto se convierte en una sirena. Al final, las tres sirenas se quedan de nuevo con Rita y su gato Poseidón. Y Zac coge el tridente.

### Tercera temporada
Cuando una sirena llamada Weilan (interpretada por Linda Ngo) libera accidentalmente a un dragón de agua, ella huye a la isla de Mako mientras que la persigue la criatura. Ondina, Mimmi y Weilan deben defender la isla de Mako y la Costa Dorada de su destrucción total. Y Sirena deja la serie. El grupo de sirenas debe enfrentar una nueva amenaza, un dragón de agua cuyo único propósito es cazar sirenas haciendo que pierdan su cola y magia para siempre, mientras que la nueva sirena llamada Weilan ayudará al grupo a enfrentarse al dragón para poder vivir nuevamente en armonía en Mako. Un dato curioso es que en el decimoquinto (y penúltimo) episodio de la temporada aparece como personaje invitado Rikki Chadwick (Cariba Heine), personaje de la serie original H2O: Just Add Water.

## Televisión
Aunque algunos episodios de la primera temporada de la serie se estrenaran en la página web Netflix las emisiones oficiales de la primera temporada de la serie se estrenó en el canal australiano Network Ten el 8 de noviembre del 2013 a las 8 de la noche, más tarde se estrenó en el canal público australiano Eleven los domingos a las 11 de la mañana. La segunda temporada se estrenó el 13 de febrero del 2015 los 13 primeros episodios, y se estrenaron los 13 episodios restantes el 29 de mayo de ese mismo año.
En España la primera temporada fue estrenada el 28 de octubre del 2013 por el canal Disney Channel y finalizó a finales de ese mismo año. La segunda temporada fue estrenada el 29 de junio del 2015 también por el canal Disney Channel, pero solo se estrenaron dos episodios y luego estrenaron episodios repetidos de la primera temporada. En agosto se emitió un anuncio de la segunda temporada para empezar a emitir el resto de los episodios a partir del 30 de septiembre del 2015. Más tarde, la serie se volvió a emitir en Canal Panda en la franja Panda Kids a partir del 1 de junio de 2021.
En Latinoamérica de momento la serie no se estrenó en ningún canal, y no se ha planeado estrenarse. Pero están publicadas las tres temporadas dobladas en español de Latinoamérica en Internet y además se encuentran disponibles todas las temporadas en Netflix Latinoamérica.

## Cabecera
La canción de cabecera y cierre, “I Just Wanna Be”, fue compuesta por Pete Dacy, Jack Dacy, Matt Beckley y David Cameron, y es interpretada por la cantante Chantelle Defina y Jack Dacy, uno de los compositores de la canción. Los derechos de autor de la canción son propiedad de la empresa Mushroom Music & Control.

## Episodios
| Temporada | Temporada | Episodios | Australia y Estados Unidos | Australia y Estados Unidos | España                 | España                   | Latinoamérica | Latinoamérica |
| Temporada | Temporada | Episodios | Estreno                    | Final                      | Estreno                | Final                    | Estreno       | Final         |
| --------- | --------- | --------- | -------------------------- | -------------------------- | ---------------------- | ------------------------ | ------------- | ------------- |
|           | 1         | 26        | 26 de julio del 2013       | 15 de septiembre del 2013  | 28 de octubre del 2013 | 27 de noviembre del 2013 | 2016          | 2016          |
|           | 2         | 26        | 13 de febrero del 2015     | 29 de mayo del 2015        | 29 de junio del 2015   | 10 de noviembre del 2015 | 2016          | 2016          |
|           | 3         | 16        | 27 de mayo del 2016        | 27 de mayo del 2016        | 2017                   | 2017                     | 2017          | 2017          |

## Personajes
| Actor                              | Personaje              | Temporadas             | Temporadas             | Temporadas             |                        |                        |
| Actor                              | Personaje              | 1                      | 2                      | 3                      |                        |                        |
| Personajes principales             | Personajes principales | Personajes principales | Personajes principales | Personajes principales | Personajes principales | Personajes principales |
| ---------------------------------- | ---------------------- | ---------------------- | ---------------------- | ---------------------- | ---------------------- | ---------------------- |
| Lucy Fry                           | Lyla                   | Principal              |                        |                        |                        |                        |
| Ivy Latimer                        | Nixie                  | Principal              |                        |                        |                        |                        |
| Amy Ruffle                         | Sirena                 | Principal              | Principal              |                        |                        |                        |
| Chai Romruen                       | Zac Blackely           | Principal              | Principal              | Principal              |                        |                        |
| Gemma Forsyth                      | Evie McLaren           | Recurrente             | Principal              | Principal              |                        |                        |
| Isabel Durant                      | Ondina                 |                        | Principal              | Principal              |                        |                        |
| Allie Bertram                      | Mimmi                  |                        | Principal              | Principal              |                        |                        |
| Alex Cubis                         | Erik Miller            |                        | Principal              |                        |                        |                        |
| Linda Ngo                          | Weilan                 |                        |                        | Principal              |                        |                        |
| Personajes recurrentes e invitados |                        |                        |                        |                        |                        |                        |
| Kerith Atkinson                    | Rita Santos            | Recurrente             | Recurrente             | Recurrente             |                        |                        |
| Rowan Hills                        | David                  | Recurrente             | Recurrente             | Recurrente             |                        |                        |
| Dominic Deutscher                  | Cam Mitchell           | Recurrente             | Recurrente             | Recurrente             |                        |                        |
| Brooke Nichole Lee                 | Carly Morgan           | Recurrente             | Recurrente             | Recurrente             |                        |                        |
| Taylor Glockner                    | Chris                  |                        | Recurrente             | Recurrente             |                        |                        |
| Cariba Heine                       | Rikki Chadwick         |                        |                        | Invitado               |                        |                        |

### Protagonistas
- Chai Hansen como Zac Blakely (1.ª, 2.ª y 3.ª temporadas), un socorrista muy bueno y muy responsable con su trabajo hasta que, en un paseo con su mejor amigo a la Isla de Mako, acaba cayendo en el Estanque de Luna, lo que lo transforma en un tritón. Al principio, solo quería recuperar su vida normal, pero acaba viendo un lado bueno en ser diferente.
- Lucy Fry como Lyla (1.ª temporada), una sirena bastante rebelde. Adora su vida como sirena y no le gustaba la idea de tener que usar piernas para ir por tierra firme. No le gusta hablar con nadie del grupo y pasa sus días nadando sola; Nixie y Sirena fueron sus primeras amigas.
- Ivy Latimer como Nixie (1.ª temporada), una sirena aventurera. Nixie no puede estarse quieta, y como consecuencia, debe resolver siempre la confusión que haya causado. Desde que era muy pequeña le ha fascinado la gente de tierra. Nixie puede hablar la lengua de los delfines. Tiene una personalidad fuerte y es una amiga buena y sincera.
- Amy Ruffle como Sirena (1.ª y 2.ª temporadas), una sirena muy buena y pura. Las personas raramente escuchan lo que va a decir, y a medida que la serie avanza gana más personalidad. Fue la primera del trío “original” que recibió un Anillo de Luna. Tiene una voz muy bonita y comparte una conexión única con su hermana Acquata, de quien obtuvo su Anillo.
- Isabel Durant como Ondina (2.ª y 3.ª temporadas), una sirena impulsiva y tozuda. Al lado de su mejor amiga Mimmi, abandona el grupo para ir tras Zac por tierra firme y quitarle sus poderes. Tiene una personalidad fuerte, se enorgullece de ser sirena y valora mucho sus amistades.
- Allie Bertram como Mimmi (2.ª y 3.ª temporadas), una sirena curiosa y muy inteligente. Nació en el Grupo del Norte, sin embargo se mudó a Mako cuando aún era un bebé. Al lado de su mejor amiga Ondina, abandonó el grupo para ir tras Zac por tierra firme y quitarle sus poderes, junto con su mejor amiga Ondina. Mimmi es muy poderosa – característica que heredó de su madre, Nerissa.
- Alex Cubis como Erik (2.ª temporada), un tritón guapo y misterioso, nuevo en la ciudad. Al llegar a la Costa Dorada, él empieza a trabajar en el Ocean Café para intentar acercarse a sus semejantes. Erik cree en la unión y fuerza de los tritones.
- Linda Ngo como Weilan (3.ª temporada), una sirena fuerte y simpática. Tras la destrucción del Grupo del Este, pasó a vivir en tierras chinas, pero fue a parar a Mako después de huir de un dragón acuático misterioso. Dominante de la Magia Oriental, está dispuesta a hacer lo que sea necesario para destruir a la criatura que acabó con su pueblo.
- Gemma Forsyth como Evie McLaren (1.ª, 2.ª y 3.ª temporadas), una muchacha dulce y comprensiva. Novia de Zac, vende ropas en el Ocean Café. Al principio, no le gustaban las sirenas, pues creía que confundían a su novio, pero al transcurrir la serie empieza a respetarlas y a involucrarse cada vez más con el mundo submarino, hasta llegar a convertirse en una sirena.

### Personajes secundarios
- Dominic Deustcher como Cam Mitchell (1.ª, 2.ª y 3.ª temporadas), un chico bromista pero de buen corazón. Mejor amigo de Zac, es el primer ser humano que se enteró de la transformación del chico. A pesar de demostrar egoísmo y envidia en varias situaciones, Cam prueba que merece la confianza de su amigo y de las sirenas.
- Kerith Atkinson como Rita Santos (1.ª, 2.ª y 3.ª temporadas), una sirena sabia y acogedora que vive entre los humanos como la directora de la escuela de Zac. Ella dejó su grupo años atrás para vivir con un humano llamado Harry del que se enamoró, pero que murió antes de que pudieran casarse. Ella sirve como una fuente de conocimiento e historia para las chicas, y les enseña a ellas y a Zac a usar correctamente sus poderes. Su casa dispone de un pasaje secreto en la biblioteca que lleva a una caverna llena de objetos fabulosos, así como una balsa de agua que comunica con el mar. En la 3.ª temporada acoge también a Weilan que llega desde Shanghái. En medio de esa temporada, Rita decide inscribir a Weilan en su escuela. Al final de la 3.ª temporada decide dejar el mundo terrestre y volver con las sirenas como profesora de las sirenas pequeñas. Tiene un gato que se llama Poseidón.
- Rowan Hills como David (1.ª, 2.ª y 3.ª temporadas), un chico dulce y enamorado. Su familia es propietaria del Ocean Café, restaurante donde él trabaja con Carly y Evie. David toca en una banda y está siempre dispuesto a ayudar a la gente. Entrega regularmente grandes cantidades de marisco en casa de Rita Santos, sin sorprenderse por el excesivo excesivo. Dulce y reservado, se hace novio de Sirena. Toca la guitarra y Sirena lo acompaña regularmente con su voz al dar conciertos en el Ocean Café. Al final de la segunda temporada, Sirena le revela que es una sirena.
- Brooke Nichole Lee como Carly Morgan (1.ª, 2.ª y 3.ª temporadas), una chica confiable y proactiva. Trabaja en el Ocean Café con David y su mejor amiga, Evie. Muy leal a sus amistades, hará lo que sea necesario para ayudarlas. Durante la segunda temporada, desarrolla sentimientos hacia Cam y acaban saliendo juntos. Tras ver durante mucho tiempo que su amiga le esconde algo, Evie acaba confesándole su secreto. Está siempre cabreada con Eric porque no hace bien su trabajo y acaba despidiéndolo.
- Taylor Glockner como Chris (2.ª y 3.ª temporadas), un chico humano apasionado por los delfines, cuyo sueño es trabajar en el parque marino. Gracias a la ayuda de Mimmi, logra entrar en el programa de entrenamiento de delfines de San Diego. Vuelve en la tercera temporada, donde él y Mimmi empiezan una relación sentimental que al final la lleva a revelarle su verdadera identidad.
- Nick Wright como Joe (1.ª, 2.ª y 3.ª temporadas), un hombre desinteresado y egoísta. Al contrario de su hermano David, no le importan los demás, además de que pesca en áreas prohibidas. Trabaja como repartidor en el Ocean Café.
- Jenna Rosenow como Acquata (1.ª temporada), la hermana mayor de Sirena, a la que regaló su Anillo de Luna. Es muy buena cantante. Antes de abandonar la Isla de Mako, dio a su hermana su Anillo de Luna. Le dijo a su hermana que no podía seguirla porque el Consejo de Sirenas las había expulsado del grupo a ella, a Nixie y a Lyla, debido a que un humano había caído en el Estanque de Luna mientras debían estar de guardia protegiéndolo esa noche. Hacía de intermediaria entre el consejo de sirenas y las expulsadas: Sirena, Nixie y Lyla. Vuelve en medio de la temporada para decir a Sirena que podía reintegrarse en el grupo, pero sin Nixie y Lyla, quedando estas últimas expulsadas para siempre. Ella y su hermana Sirena tienen la misma pasión por el canto.
- Natalie O'Donnel como Veridia (2.ª y 3.ª temporadas), la jefa del consejo de las sirenas de Mako y una vieja compañera de Rita. Es que expulsó a Sirena, a Nixie y a Lyla al principio de la 1.ª temporada porque Zac estaba en Mako en una noche de luna llena: mientras visitaba la isla, Zac cayó en el Estanque de Luna y se transformó en un tritón al día siguiente. Y como las sirenas estaban de guardia en este estanque, creyeron que era solo un chico inconsciente. En la 2.ª temporada, expulsó también a Ondina y a Mimmi porque se negaban a obedecerla. Esta expulsión fue levantada finalmente hacia el final de la temporada. Se la vuelve a ver en el último episodio de la 2.ª temporada en casa de Rita felicitándolas por haber defendido la isla, agradece a Zac y a Evie por su ayuda y le ofrece a esta última un Anillo de Luna. En la 3.ª temporada, le pide a Ondina que sea la nueva profesora de las sirenas estudiantes; pero a esta última se le da un poco mal la tarea. Se la vuelve a ver en el último episodio en el Estanque de Luna, intentando vencer al Dragón de Agua con la ayuda de su Anillo de Luna y de sus poderes. Finalmente Ondina, Mimmi, Zac y Weilan son los que se encargarán de vencerlo.
- Tasneem Roc como Nerissa (3.ª temporada), la madre de Zac y de Mimmi y también la más sirena poderosa conocida. Es una sirena descendiente del tritón que construyó la cámara de tritones y el tridente de Mako. Sabe hacer hechizos y pociones que las demás sirenas no pueden hacer. Cuando dio a luz a Zac, Nerissa temió por la vida de sus hijos dado que en esos tiempos los tritones y las sirenas eran enemigos. Para proteger a su hijo, creó un hechizo muy poderoso que le quitó la cola a Zac, volviéndolo humano; solo el poder de la Luna pudo deshacerlo. Lo dejó en la playa más cercana para que su hermana y él no creciesen separados. Según Rita, Veridia y ciertas sirenas, los poderes de Nerissa eran de una fuerza fuera de lo normal y mucho más superiores de lo normal. Sus hijos han heredado algunos de esos poderes. Al final de la serie reaparece y decide no abandonar nunca más a sus hijos.
- Cariba Heine como Rikki Chadwick (3.ª temporada), una mujer independiente e inspiradora. Rachelle Samantha Chadwick es una humana que se transformó en sirena en la Isla de Mako hace años y actualmente esconde su verdadera identidad, diciendo ser una buceadora. Divulgando su libro “Secretos de las Profundidades” por del mundo, Rikki lleva consigo un artefacto que puede salvar Mako y la Costa Dorada de la destrucción. Es una de las sirenas protagonistas de la serie “H2O: Just Add Water”, que está ambientada 7 años antes de “Mako Mermaids”.

## Doblaje en español
Doblaje para  España:
- Cristina Yuste: Lyla
- Laura Pastor: Nixie
- Carmen Podio: Sirena
- Ricardo Escobar: Zac Blackely
- Cristian Pinilla: Cam Mitchell
- Elena Ruiz de Velasco: Rita Santos
- María Blanco: Evie McLaren
- Sara Polo: Carly
- Álvaro de Juan: David
- Ana de Castro: Ondina
- Vera Bosch: Mimmi
- Jordi Estupiña: Erik
- Milagros Fernández: Veridia
- Yolanda Portillo: Weilan
- Artur Palomo: Chris
- Belén Rodríguez: Rikki Chadwick

Doblaje para  Hispanoamérica:
- Mireya Mendoza: Lyla
- Guadalupe "Lupita" Leal: Nixie
- Melissa Gedeón (Meli G): Sirena
- Carlo Vázquez (1.ª voz), Enzo Fortuny (2.ª voz), Arturo Cataño (3.ª voz, solamente en los episodios desde el 27 hasta el 39): Zac Blackely
- Arturo Castañeda Mendoza: Cam Mitchell
- Rebeca Patiño (1.ª voz), Rommy Mendoza (2.ª voz): Rita Santos
- Karla Falcón (1.ª voz), Jocelyn Robles (2.ª voz): Evie McLaren
- Carla Castañeda Mendoza: Ondina
- Betzabe Jara: Mimmi
- Alejandro Orozco: Erik
- Susana Moreno: Weilan

## Producción
El programa es derivado de la serie H2O: Just Add Water, emitida en más de 160 territorios en todo el mundo. El presupuesto inicial de la serie fue de 12,5 millones de dólares. Las colas son mucho más ligeras que las usadas en H2O, ya que las de H2O pesaban 40 kg y las de Mako Mermaids solo 12 kg.
La serie fue filmada del 8 de mayo del 2012 hasta el 12 de octubre del mismo año. Los primeros 13 episodios se estrenaron en Netflix, para una audiencia internacional de 120 países. Los últimos 13 episodios se estrenaron el 15 de septiembre del mismo año.
Tras acabar la tercera temporada, Jonathan M. Shiff había anunciado en 2015 en su Twitter e Instagram que a continuación se estrenaría una película que daría fin a la serie y que trataría de Weilan cuando regresa a su hogar en Shanghái. Sin embargo, no ha habido nuevas noticias sobre este proyecto, lo que significa que probablemente haya sido cancelado.
En España se estrenó con el nombre Las sirenas de Mako el 28 de octubre del 2013 en Disney Channel, llegándose a emitir hasta la segunda temporada. Posteriormente al igual que en otros países fue incluida al completo en Netflix bajo el sello de Netfilx Originals.
En Latinoamérica de momento la serie no se estrenó en ningún canal, y no se ha planeado estrenarse. Pero están publicadas la segunda y la tercera temporadas dobladas en español de Latinoamérica en Netflix, mientras que la primera temporada, se encuentra doblada solo en español de España, en dicha plataforma.